# Acroporium procumbens
Acroporium procumbens är en bladmossart som beskrevs av Brotherus 1925. Acroporium procumbens ingår i släktet Acroporium och familjen Sematophyllaceae. Inga underarter finns listade i Catalogue of Life.